# Ololygon albicans
Ololygon albicans (Syn.: Scinax albicans, Hyla albicans) ist ein neotropischer Froschlurch aus der Familie der Laubfrösche. Diese Art gehörte früher innerhalb der Gattung Scinax zur Scinax catharinae-Klade. Es wurde diskutiert, welchen Umfang diese Klade haben soll und ob sie eine eigene Gattung darstellt, für die der Name Ololygon verfügbar wäre. Im Jahr 2023 wurde nach ausführlichen molekulargenetischen und  morphologischen Untersuchungen die Gattung Ololygon wiedererrichtet und die Art in diese Gattung gestellt.

## Beschreibung
Diese Art gehört im Vergleich zu anderen Vertretern zu den mittelgroßen Knickzehenlaubfröschen. Sie zeichnet sich durch seine (aus dorsaler Sicht) dreieckige Form des Kopfes und seine kurze, abgeflachte Schnauze aus. Der Rücken ist hell gefärbt und besitzt keine definierte Zeichnung. Schenkel und Leistenregion haben schwarze transversale Streifen. Auch seine Kaulquappen besitzen eine abgerundete Schnauze.

## Verbreitung
Diese Art ist ein Endemit der Serra do Mar im brasilianischen Bundesstaat Rio de Janeiro und kommt in Höhen um 1200 m ü. NN vor.

## Lebensraum und Ökologie
Ololygon albicans findet sich auf Vegetation nahe kleiner Bäche, welche er auch zur Reproduktion nutzt. Er kommt nur in Primärwäldern und alten Sekundärwäldern vor und wurde bisher noch nicht außerhalb von Waldgebieten nachgewiesen.

## Gefährdung
Die IUCN listet Ololygon albicans als „nicht gefährdet“ (Least Concern). Seine weite Verbreitung und die Tatsache, dass Gesamtpopulation genügend groß geschätzt wird begründen dies. Die Bearbeiter sehen es als unwahrscheinlich an, dass die Bestände der Art schnell genug abnehmen können, um eine höhere Gefährdungsstufe zu rechtfertigen. Jedoch zeigen die Bestände rückläufige Entwicklungstrends und die Art kommt nur in wenigen Schutzgebieten vor. Habitatverlust durch Abholzungen, Brände und landwirtschaftliche Nutzung stellen die Hauptgefährdungsgründe der Art dar.

## Synonyme
Die Synonyme für Scinax albicans spiegeln die Forschungsgeschichte seit der Erstbeschreibung der Art als Hyla albicans wider:
- Hyla albicans Bokermann, 1967
- Hyla catharinae opalina Lutz, 1968
- Ololygon opalina Heyer, 1980
- Scinax albicans Peixoto & Weygoldt, 1987
- Scinax opalina Duellman & Wiens, 1992
- Scinax opalinus Köhler & Böhme, 1996

Duellman & Wiens (1992) stellten die Art ursprünglich in die Gattung Scinax. Scinax opalina bzw. Scinax opalinus besitzt keinen Artstatus.